# 부강면
부강면(芙江面)은 대한민국 세종특별자치시에 위치한 면이다. 본래 충청북도 청원군 부용면(芙蓉面)이었지만, 2012년 7월 1일 세종특별자치시로 편입되면서 세종특별자치시 부강면이 되었다.
부강면은 세종시의 남동부에 위치해 있으며, 서쪽으로 연동면과 금남면, 남쪽은 금강을 경계로 대전광역시와 접하고, 북쪽과 동쪽은 대명산과 봉무산 등의 산지를 경계로 충청북도 청주시 서원구 현도면, 남이면, 흥덕구 강내면에 접한다. 부강면은 전국에서 유일하게, 작은 면적에 산성 10개가 분포하고 있는 지역이다. 경부선, 경부고속철도, 호남고속철도 등이 지나고 부강역이 있는 물류, 교통의 중심지이다.
세종특별자치시 출범으로 2012년 7월 1일 충청북도 청원군 부용면(외천리 제외)이 세종시로 편입되어 부강면으로 변경되었다. 외천리는 충청북도 청원군(현 청주시) 남이면으로 편입되어, 명칭이 부용외천리로 바뀌었다.

## 행정 구역
| 법정리  | 한자명 | 행정리           | 비고 |
| ------- | ------ | ---------------- | --- |
| 부강리  | 芙江里 | 부강1리~부강15리 | 부강역 및 면 행정복지센터 소재지                                                                                            |
| 행산리  | 杏山里 | 행산1리, 행산2리 | |
| 산수리  | 山水里 | 산수리           | |
| 갈산리  | 葛山里 | 갈산1리, 갈산2리 | 원래 연기군 동면에 속하였다가 1995년 충청북도 청원군 부용면으로 이속된 후, 2012년 7월 1일 세종특별자치시에 편입된 지역이다. |
| 문곡리  | 文谷里 | 문곡1리~문곡3리  | |
| 등곡리  | 登谷里 | 등곡1리~등곡3리  | |
| 노호리  | 盧湖里 | 노호1리, 노호2리 | |
| 금호리  | 黔湖里 | 금호1리~금호3리  | |
| 8법정리 |        | 31행정리         | |

## 온천
- 세종온천스파이스

## 교육 시설
- 부강초등학교
- 부강중학교

## 문화재
- 부강초등학교 강당 (세종시 유형문화재 제5호)
- 남성골산성 (세종시 기념물 제9호)
- 부강 보만정 및 검담서원 묘정비 (세종시 문화재자료 제10호)